# Chromis verater
Chromis verater is een straalvinnige vissensoort uit de familie van rifbaarzen of koraaljuffertjes (Pomacentridae). De wetenschappelijke naam van de soort is voor het eerst geldig gepubliceerd in 1912 door  Jordan & Metz. D. S. Jordan trof twee specimens van de soort aan op een markt in Honolulu (Hawaii).